# Nenad Žugaj
Nenad Žugaj, né le 19 avril 1983 à Zagreb, est un lutteur croate.

## Palmarès

### Jeux olympiques
- 14e aux Jeux olympiques d'été de 2012 à Londres

### Jeux méditerranéens
- Médaille d'or en catégorie des moins de 84 kg en 2009 à Pescara

### Championnats du monde
- Médaille de bronze en catégorie des moins de 84 kg en 2010